# Milan Horáček
Milan Horáček (ur. 30 października 1946 w miejscowości Velké Losiny) – niemiecki polityk czeskiego pochodzenia, w latach 2004–2009 deputowany do Parlamentu Europejskiego.

## Życiorys
Po wydarzeniach praskiej wiosny wyemigrował do RFN. Po przyjeździe do Niemiec pracował w zawodzie elektromontera, pisywał też do gazety związkowej. Od 1976 do 1981 studiował nauki polityczne na Uniwersytecie we Frankfurcie. W 1979 był jednym z członków założycieli Zieloni. Angażował się w działalność emigrantów czeskich, m.in. jako wydawca pisma "Listy".
Od 1981 sprawował mandat radnego Frankfurtu. W 1983 został wybrany z listy Zielonych do Bundestagu. Po upadku komunizmu w Czechosłowacji został jednym z doradców prezydenta Václava Havla. W 1991 stanął na czele praskiego oddziału Fundacji im. Heinricha Bölla. W 2000 zasiadł w Czesko-Niemieckim Forum Dialogu.
W 2004 został kandydatem Saksonii, Saksonii-Anhaltu i Turyngii do Parlamentu Europejskiego, uzyskując w wyborach mandat europosła. W 2009 kandydował z listy czeskiej Partii Zielonych, która nie przekroczyła progu wyborczego.